# Chó lông xoáy Thái Lan
Chó lông xoáy Thái Lan hay chó xoáy Thái (tiếng Thái: ไทยหลังอาน, RTGS: Thai Lang-An, tiếng Anh: Thai Ridgeback) hay còn gọi là Mah Thai Lang Ahn hay được biết đến với tên Việt Nam là Phú Quốc Thái là một giống chó săn có nguồn gốc từ miền Tây Thái Lan được phân loại là dạng chó săn hoang sơ cổ xưa có bờm trên lưng. Giống chó này đang được tranh cãi về việc có phải là tổ tiên của chó Phú Quốc hay không.
Nông dân Thái Lan nuôi giống chó này để giữ nhà và săn bắn do chúng có khả năng bảo vệ rất cao. Chó xoáy Thái có đặc trưng là có một đường lông chạy dọc theo lưng nhưng hướng ngược lại. Chúng có ngoại hình khá đẹp, thường được sử dụng như động vật giám hộ chăn nuôi. Đây cũng là giống chó rất thông minh, thích hợp cho công việc bảo vệ, canh giữ và săn bắn. Chó lông xoáy Thái Lan được Liên đoàn Các hiệp hội nuôi chó giống quốc tế (FCI) công nhận trong danh sách các loài chó giống trên thế giới, xếp vào nhóm 5-phân nhóm 7-chó săn có hình dáng chó nguyên thủy.

## Tổng quan

### Lịch sử
Là giống chó có nguồn gốc từ miền Tây Thái Lan vào khoảng 300 năm trước đây, nông dân Thái Lan nuôi giống chó này để giữ nhà và săn bắn. Là giống chó cổ, được tìm thấy trong các tài liệu khảo cổ học của Thái Lan, viết lại vào khoảng 360 năm trước. Chúng chủ yếu được dùng là chó săn ở vùng phía đông của Thái Lan. Người ta sử dụng chúng làm chó canh gác và để hộ tống các xe kéo của họ. Người ta giữ được nguyên gốc của giống chó này là do sự khó khăn về hệ thống giao thông ở Thái Lan, do đó, chúng có rất ít cơ hội để lai tạo với các giống chó khác. Đây là một trong những giống chó đẹp và độc đáo trên thế giới.
Trong động Tum-Pra-Toon (ở tỉnh Uthai Tanne) có các hình vẽ về Thai Ridgeback từ 300 năm trước. Người Thái còn gọi giống chó này là Mah Thai Lung Ahn. Đây là một trong những giống chó cỗ nhất Đông Nam Á. Một bản thảo vào thời vua Songtham, triều đại Ayutthaya (năm 1627) đã mô tả chúng là: "Các con chó to lớn, dài hơn cánh tay người lớn, có nhiều màu lông khác nhau và con nào cũng mang một chiếc lược trên lưng. Chúng rất rắn rỏi và trung thành với chủ. Chúng có khả năng tự nuôi sống qua đào hang bắt các sinh vật nhỏ. Chúng theo chủ vào rừng để săn bắt và khi bắt được con mồi chúng luôn mang về cho chủ. Chúng trung thành với tất cả thành viên trong gia đình. Chúng luôn theo chủ và không biết sợ sệt. Đôi tai chúng luôn dựng đứng như hai lưỡi mác..."
Chó xoáy ngược Thai Lan chia thành hai dòng. Dòng thứ nhất có lông ngắn bình thường và dòng thứ hai có lông cực ngắn và dày, mịn như nhung. Giống chó này có tầm vóc được coi là chuẩn của các giống chó Thái khác. Trong các năm từ 1988 – 1993 đã diễn ra cuộc bùng nổ quốc tế về chó xoáy ngược Thái Lan. Trong những năm gần đây chó xoáy ngược Thái Lan được rất nhiều người trên thế giớn hâm mộ. Các nhà lai giống chó này hiện đang có gắng làm giảm bản năng săn mồi của chúng đồng thời tăng chiều cao và trọng lượng cũng như khă năng thuần của chúng lên và giảm bớt sự linh hoạt trong săn bắt như chạy, nhảy, leo trèo

### Tranh cãi
Hiện nay đang có tranh chấp về nguồn gốc của loại chó xoáy Thái Lan và chó Phú Quốc của Việt Nam, theo hướng chó xoáy Thái Lan là tổ tiên của chó Phú Quốc, nhưng có những ý kiến phản bác lại quan điểm này. Trên thế giới hiện chỉ có 3 giống chó có xoáy lưng, là chó Phú Quốc của Việt Nam, chó xoáy Thái Lan và chó xoáy Nam Phi hay còn có biệt danh là chó săn sư tử Phi châu. (Rhodesian Ridgeback). Về hình thức, chó Phú Quốc Việt Nam và chó xoáy lưng Thái Lan có nhiều điểm giống nhau. Riêng chó xoáy Phi Châu có những khác biệt rõ hơn như khá lớn con (30 –39 kg), tai lớn và cụp và do tính hung dữ.
Đã có một số kết luận từ những người Thái và một vài nhà nghiên cứu Mỹ cho rằng, chó Phú Quốc Việt Nam có nguồn gốc từ chó xoáy Thái. Merle Wood và Merle Hidinger cho rằng xoáy lưng từng chỉ có ở giống chó xoáy miền Đông Thái Lan và giống chó xoáy châu Phi. Do đó, những cái xoáy lưng trên giống chó Phú Quốc hiện nay chắc chắn bắt nguồn từ giống chó Thái. Cách đây ít nhất 400 năm, những ngư dân Thái Lan đã vô tình trở thành các nhà tạo giống khi họ tới đánh bắt ngẫu nhiên hoặc buôn bán ở vùng biển Phú Quốc.
Người Thái Lan cho rằng chó xoáy Phú Quốc có nguồn gốc từ chó xoáy Thái Lan dựa trên những vết lông xoáy trên lưng chạy dài từ cổ đến mông. Họ cho rằng trong lịch sử có một vị vua nào đó của Việt Nam từng sang Thái (ám chỉ Nguyễn Ánh), khi về đã mang theo giống chó này về gầy giống thành chó Phú Quốc Việt Nam, chó Phú Quốc từ đó mà sinh ra. Trong khi đó, một nguồn ý kiến khác cho rằng, chó Phú Quốc bây giờ có nguồn gốc từ miền Đông của Thái Lan, do ngư dân và những nhà buôn của nước này mang tới đảo.
Tuy nhiên các ý kiến khác phản bác cho rằng đây là hai giống chó khác nhau, chó Phú Quốc là loài chó hoang bản địa, nó chỉ phù hợp và sinh sống tốt nhất trên đảo Phú Quốc và có những đặc điểm để phân biệt so với chó lông xoáy Thái Ngoài ra ở thời điểm cách đây 3-400 năm, các ngư phủ Thái Lan cũng không thể vượt 400–500 km tới đánh bắt ở đảo Phú Quốc là không thuyết phục Đối với việc Nguyễn Ánh lưu vong sang Xiêm và đem giống chó này về cũng không thuyết phục vì trước khi sang Xiêm ông ta đã nuôi bốn con chó Phú Quốc và những con chó này là chó cảnh vệ của ông. Trước ông Gia Long, quân đội Tây Sơn đã từng dùng chó Phú Quốc làm quân khuyển rồi, mà nhà Tây Sơn thì không có vị vua nào đặt chân đến Thái Lan cả

## Đặc điểm

### Mô tả

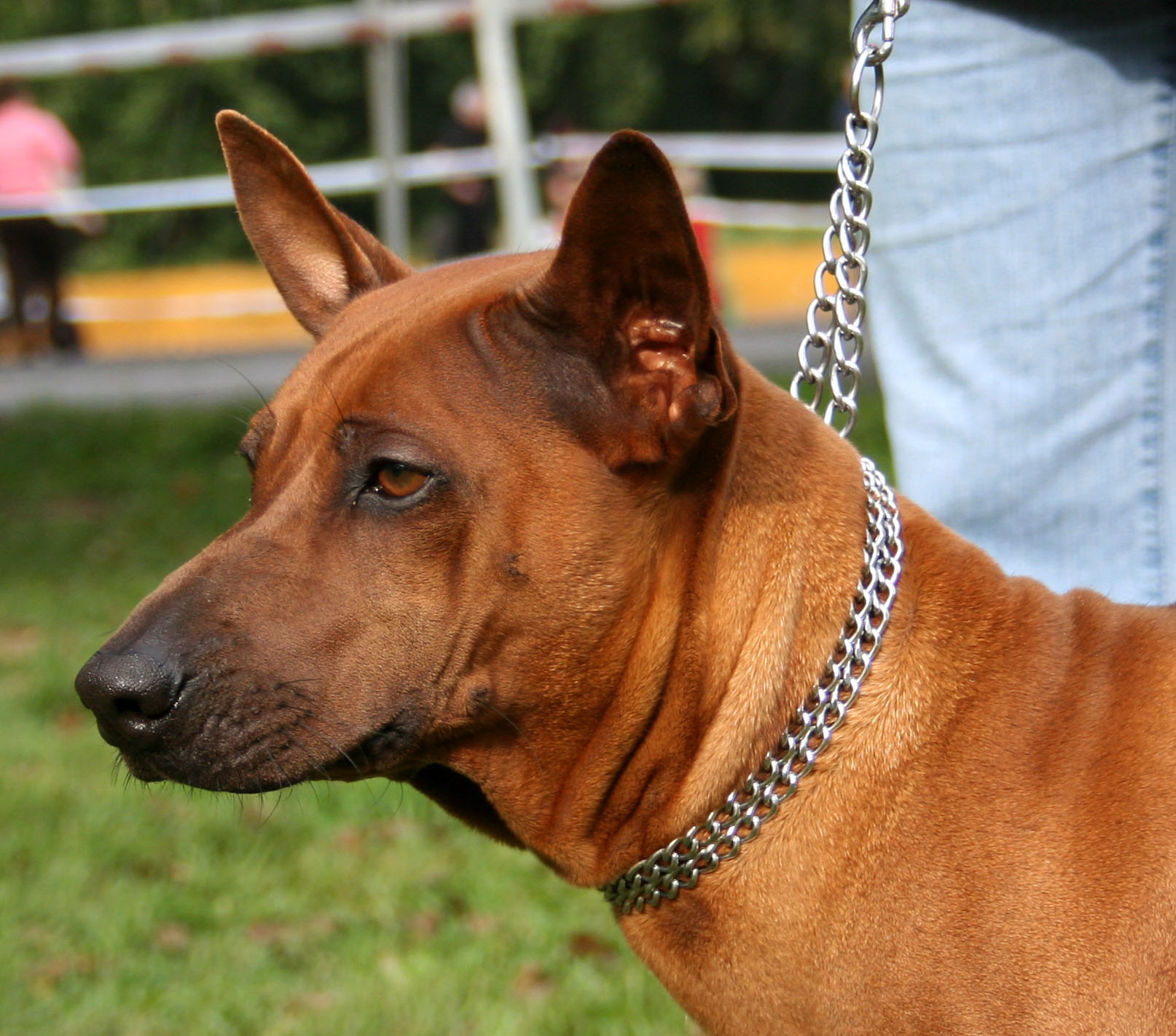
Đầu của một con chó xoáy Thái

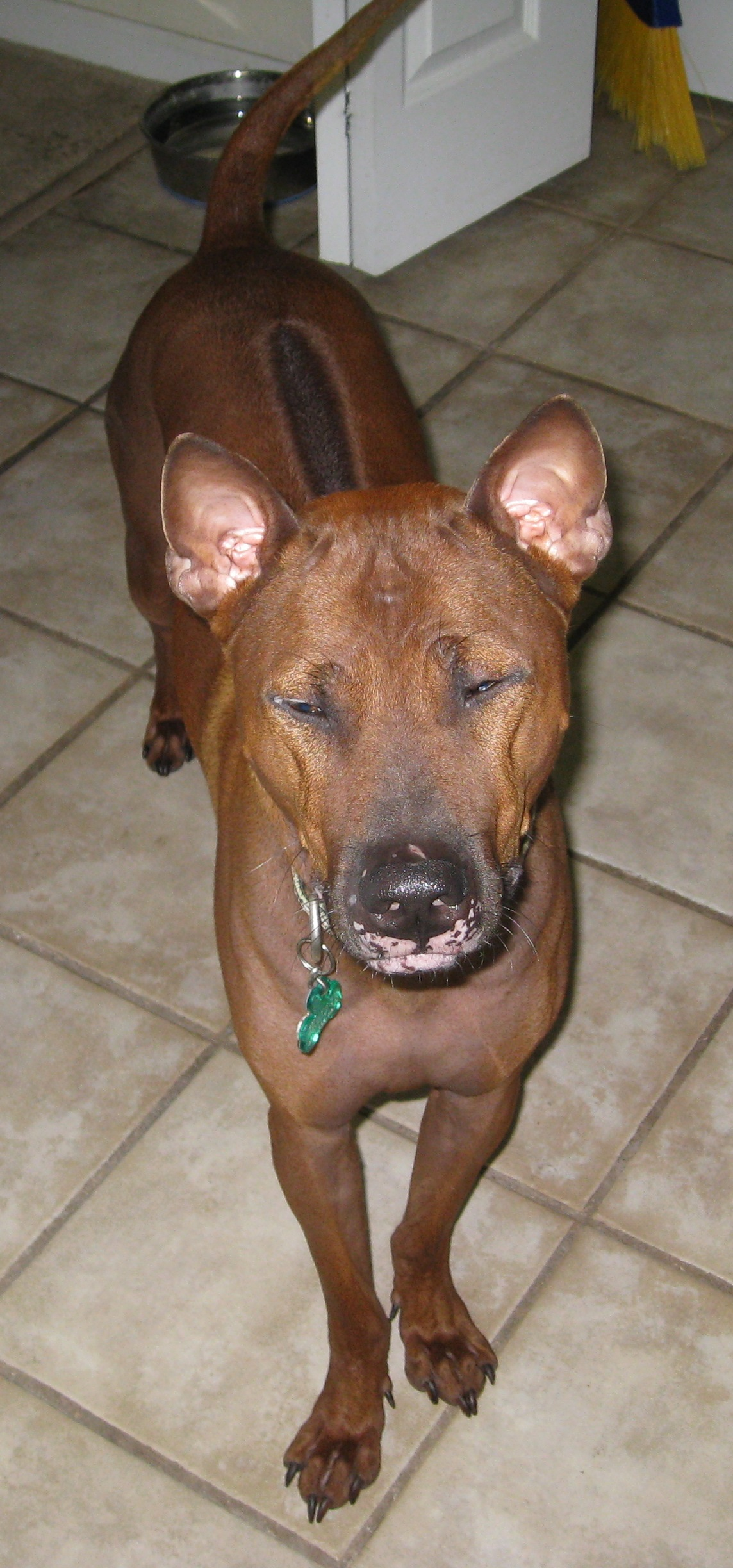
Toàn thân chó xoáy Thái

Chó xoáy Thái là giống chó có kích thước trung bình, với lông ngắn và có một dải lông mọc ngược trên lưng, chúng dáng cao, cơ bắp đẹp và thuần tính. Chiều dài người hơi dài hơn so với chiều cao tới vai. Cơ thể lực lưỡng và cấu trúc phù hợp cho việc vận động. Chó Thái có thân hình chắc lẳn, gọn gàng. Lưng của chúng chắc khoẻ, Ngực nở, bụng hóp. Hai chân sau dài, thẳng. Về kích thước, con đực cao khoảng 22-24 inches (56–60 cm), con cái cao từ 20-22 inches (51–56 cm). Con đực nặng từ 51-75 pounds (23 – 34 kg). Đây là giống chó rất khỏe mạnh, chúng sống lâu khoảng 12-13 năm.
Xương sọ phẳng ở khu vực giữa 2 tai nhưng hơi cong nhẹ khi nhìn từ bên cạnh, trán có nếp nhăn khi chó đang tập trung. Điểm tiếp giáp giữa sống mũi và trán rõ ràng, gập vừa phải. Mũi có màu đen nhưng với các con chó màu xám xanh, mũi cũng có màu hơi xanh xám, sống mũi thẳng và dài. Mõm hình chữ V, hơi ngắn hơn chiều dài sọ, hàm trên và hàm dưới đều rất khoẻ, răng trắng và khoẻ, răng cắn hình cắt kéo. Hàm răng hình chữ V rất khoẻ. Môi khép chặt, có sắc tố rõ rệt, Lưỡi thường có màu xanh hoặc xám xanh. Tai to rộng, luôn vểnh lên, hình tam giác và luôn hướng về phía trước, lưỡi có vệt đen được ưa chuộng.
Mắt có hình quả hạnh, có màu nâu tối, với chó màu xanh xám, mắt màu hổ phách, luôn giữ thái độ rất cảnh giác. Lưng chúng thẳng và song song, hông rộng và chắc khoẻ. Ngực sâu tới khuỷu chân trước, xương sườn rất sít, nhưng không cong theo kiểu thùng rượu. Tai nằm hơi lệch ở hai bên hộp sọ, có kích thước trung bình, hình tam giác, có xu hướng chĩa về phía trước và dựng rất thẳng, không cụp xuống. Cổ dài vừa phải, mạnh mẽ, lực lưỡng, hơi cong, làm cho đầu ngẩng cao. Vai và cổ khoẻ mạnh, đầu luôn ngẩng cao. Đuôi có thể chạm khuỷu chân sau. Đuôi thẳng đứng và hơi cong.
Chân trước thẳng, cổ chân thẳng khi nhìn từ phía trước và hơi gập khi nhìn từ bên. Bàn chân hình Oval, móng chân: Đen, nhưng có thể có màu sáng hơn tuỳ thuộc vào màu lông. Bắp đùi phát triển và có đùi sau dốc. Khuỷu chân sau mạnh mẽ và ngắn. Bước chạy giữ cho thân mình ổn định, không nhấp nhô. Bước chân chạy song song ở tốc độ bình thường. Khi nhìn từ phía trước, chân trước chuyển động lên xuống trên một đường thẳng, do đó bả vai, khuỷu chân trước và cổ chân dường như thẳng hàng với nhau. Khi nhìn từ phía sau, đùi sau và xương hông gần như thẳng hàng. Khi chuyển động, chân của con chó chạy theo một đường thẳng, bàn chân không đá vào trong cũng như ra ngoài, do đó làm cho bước chạy dài và rất mạnh mẽ. Tổng quát chung về bước chạy của con chó là sự lướt đi nhịp nhàng và một sự cân bằng liên tục.
Da mềm, mượt và căng. Cổ họng không có diềm cổ. Lông ngắn và mượt. Có các loại màu đỏ, đen, xanh xám và vàng nhạt, Bộ lông mịn màng, thường có các màu hạt dẻ, đen, xanh và màu bạc. Bờm lưng ở trên sống lưng được tạo thành từ dải lông mọc ngược so với phần lông còn lại. Do đó nó nổi bật rất rõ trên lưng. Có rất nhiều kiểu về hình dạng, độ dài của bờm lưng nhưng cần phải đối cân đối qua xương sống lưng và nằm trong chiều rộng của lưng. Vệt lông này thường tạo nên các vòng xoắn hoặc vòng tròn rất đặc biệt, được coi là đặc điểm không thể thiếu của giống chó này. Sau gáy có nếp da thừa, thường xù lên khi bị kích động, đặc biệt dễ thấy ở chó con.

### Phân biệt
Giống chó xoáy Thái Lan có xoáy lưng, lông sát, dáng to, bốn chân to khỏe, có thể nặng đến 25 kg. Chó Phú Quốc đực đạt khoảng 18 kg. Mõm chó Phú Quốc dài vừa và hơi nhọn, mõm chó xoáy Thái có hình vuông. Xoáy lưng thường gặp ở chó Phú Quốc là dãy lông mọc ngược chiều so với phần lông trên mình chó, tuy cũng có vạt lông xoáy ngược trên lưng nhưng nếu quan sát kỹ sẽ thấy những đốm lông xoáy ấy có màu sẫm, chỉ dựng ngược lên và rất ít con thực sự có xoáy tròn như chó Phú Quốc Khi so sánh hai cá thể chó Thái và chó Phú Quốc có thể dễ dàng nhận thấy những điểm khác biệt. Chó Thái có trọng lượng tới 21 kg, chiều cao 55 cm nhưng chó Phú Quốc trọng lượng lớn nhất cũng chỉ 18 kg và chiều cao 48 cm.
Chó xoáy Thái khá đẹp, to con, trông dữ dằn hơn chó Phú Quốc tuy nhiên chó xoáy Thái không tinh khôn và dũng cảm bằng chó Phú Quốc, chúng cũng thuần tính hơn chó Phú Quốc. Chó Phú Quốc thích săn mồi, giỏi bắt chuột và là giống chó duy nhất biết đào hang để đẻ, đặc biệt chó Phú Quốc thích leo trèo, không sợ độ cao, còn chó xoáy Thái không thích leo trèo. Chó Phú Quốc vượt qua dễ dàng một bức tường cao 2,5 m, chó xoáy Thái chỉ leo qua được 1,5 m dù nó to cao hơn.

### Tập tính
Đến nay, giống chó này vẫn ít được biết đến ngoài quê hương của chúng ở miền Tây Thái Lan, và rất hiếm gặp ở những nơi khác. Đây là giống chó thích hợp cho công việc bảo vệ, canh giữ và săn bắn. Ngoài ra chúng còn là giống chó rất ngoan và biết nghe lời. Chúng rất hoạt bát, nhanh nhẹn đặc biệt là có khả năng nhảy cao. Chúng yêu quý và trung thành với chủ nhân, tuy vậy luôn cảnh giác và đề phòng đối với người lạ. Có thể gặp cá thể bướng bỉnh và khó bảo. Các cá thể không được dạy bảo từ bé một cách bài bản có thể sẽ khá hung hãn. Chúng rất ghét các giống chó khác, thậm chí là cùng giống cũng ghét nhau nên ngoại trừ lúc cho phối giống, hở ra là chúng cắn chết các loại chó khác, kể cả béc-giê đã qua huấn luyện thì chỉ cần bị hai con quây là cũng phải bỏ chạy thật nhanh Chúng có thể thích hợp với điều kiện sống trong căn hộ, nếu được chơi đùa đều đặn. Thích hợp với khí hậu ấm áp và không chịu được lạnh, chúng rất thích chơi đùa và các bài tập thể lực.

## Tiếp thị
Ở Thái Lan, chó xoáy Thái được thông dụng trên thị trường, có người còn nghiên cứu nhiều vấn đề mà người nhân giống gặp phải, như cách đối phó với bệnh u nang biểu bì ("hạt" trên cổ chó xoáy), kể cả về tính cách của chó xoáy, về một số phương pháp lai tạo, chăm sóc chó, với mục tiêu phát triển bộ lông và màu lông, vóc dáng, thể trọng tốt hơn cho chó Thái lông xoáy ở các thế hệ tiếp nối...
Tại Thái Lan, hầu như tuần nào cũng có dogshow diễn ra lần lượt ở nhiều địa phương, hầu hết do các câu lạc bộ tổ chức. Họ luôn chọn địa điểm thi chó đẹp tại các trung tâm mua sắm, giải trí, nhằm kết hợp chặt chẽ với các ngành dịch vụ và thương mại khác nhau, trong khi mục tiêu chính vẫn là tạo điều kiện để các chủ chó, cơ sở nuôi chó giống có điều kiện mang chó đẹp ra thi để giành giải thậm chí móc ngoặc với nhau để luân phiên chia giải), qua đó xây dựng thương hiệu riêng. Thị trường chó Thái lông xoáy đã bùng nổ trong những năm 1988-1993. Người Thái lùng mua những con Mah Thai Lung Ahn đẹp để mang ra dogshow dự thi, rồi gây giống và bán con cháu của những chó đoạt giải (giá một con chó xoáy Thái loại đẹp có thể lên tới khoảng 20.000 USD). Cũng nhờ vậy, vào năm 1993, với sự hỗ trợ của Hiệp hội Những người nuôi chó giống Nhật Bản, chó Thái lông xoáy đã được FCI công nhận trong danh mục các giống chó trên thế giới.
Hiện nay ở Thái Lan có trên 50.000 con xoáy Thái có giấy xác nhận của Hiệp hội Chó Thái (DAT).Trong 20 năm gần đây, người Thái đã nỗ lực sàng lọc, lai tạo nhằm tạo được những con xoáy Thái cao hơn, nặng hơn, biết nghe lời chủ hơn với loại lông một màu đỏ, đen, xanh xám hoặc vàng lợt. Nhờ vậy, chó Thái lông xoáy đã được bán ra một số nước trên thế giới. Tại Mỹ có khoảng 500 chó Thái lông xoáy được nuôi trong hộ gia đình, và đã ra đời Hiệp hội Chó lông xoáy Thái Lan ở Mỹ. Giá bán chó xoáy Thái ở Mỹ khoảng 2.000-3.000 USD/con.